# Carnaval Mil Tambores
El Carnaval Mil Tambores es una fiesta celebrada anualmente en la ciudad de Valparaíso, Chile. Tiene una duración de tres días, desde el viernes al primer domingo de octubre de cada año, y cuenta con diversas actividades culturales como pasacalles, talleres, foros, exposiciones, intervenciones musicales y seminarios.
Su origen se encuentra en 1999, cuando se decidió recuperar un espacio abandonado (ex feria del Mar 1973) en razón de defender el uso democrático del espacio público para el arte y la cultura.
Hasta la edición del año 2017 se celebraba el domingo, como acto de finalización, un gran pasacalle en que participaban todas las agrupaciones presentes en la ciudad, comparsas y batucadas tanto locales como de otros puntos del país, llegándose a contar incluso con representantes de países invitados. Este desfile, que duraba todo el día, recorría la Avenida Altamirano desde la playa San Mateo a la playa Carvallo, al pie del cerro Playa Ancha, y asistían en total unas 80 mil personas, actividad que lo convertía en el Carnaval Ciudadano más importante de Chile.
No obstante lo anterior, y a los avances que se había logrado en su evaluación entre las autoridades y la comunidad, para el año 2018 el gobierno central, a través del recién creado Ministerio de las Culturas, las Artes y el Patrimonio denegó otorgar financiamiento a la actividad, el que le había sido requerido como asignación directa, aduciendo que este ítem no estaba contemplado en su presupuesto y que las entregas de fondos se harían vía concurso, distanciándose de la forma de proceder al respecto de su entidad antecesora, el Consejo Nacional de la Cultura y las Artes. A su vez el Parque Cultural de Valparaíso, donde se realizaba la ceremonia de apertura además de ferias y talleres, negó el uso de sus instalaciones con el argumento que habían sido comprometidas para esos días con otra institución que las había solicitado con antelación, desestimando el alegato que la fecha debía quedar reservada para el evento como parte de su oferta "permanente". Estas negativas, sumadas a públicas discusiones en que hubo cuestionamientos al monto pedido, al uso que se daría a los espacios públicos en particular aquellos ocupados por la población flotante, al consumo de alcohol en la calle, a la actitud del director, de la gobernadora provincial, y de la prensa local en especial del diario el Mercurio de Valparaíso, etc, las que contaron todas con amplia difusión, llevaron a la organización a suspender la versión de ese año apenas una semana antes, argumentando "ataque y asedio político y mediático" y que no estaban las condiciones para garantizar la seguridad de los asistentes, recomendando de paso no viajar a participar desde fuera de la ciudad; por ello sólo se realizaron los pasacalles barriales del día sábado en los cerros Placeres, San Roque, Barón, Las Cañas y Playa Ancha, cada uno de los cuales fue gestionado por sus propias comunidades.
Pese a que se esperaba que para el año 2019 se buscara reponer las actividades canceladas con motivo de su 20° aniversario, la organización, a través de sus redes sociales, comunicó que no solicitará recursos al municipio ni al gobierno, y que repetirá el esquema del año anterior de pasacalles barriales independientes gestionados por las comunidades en que se desarrollan. Con ello se buscó celebrar en tranquilidad y al margen de polémicas, pero con la consecuencia que Mil Tambores, ya sin su evento principal y habiendo reducido drásticamente su convocatoria, ha mermado en su interés como actividad turística para la ciudad; ha dejado de ser el hito que marcaba el inicio de las actividades de primavera de las agrupaciones culturales de la zona central luego de las fiestas patrias, rol que actualmente corresponde, aunque a escala menor, al Carnaval Histórico San Antonio de Padua que tiene lugar en Santiago una semana después; como también ha dejado de disputar el cetro de ser el Carnaval más grande del país, honor que por ahora recae en el Carnaval Andino con la Fuerza del Sol, que se realiza en enero o febrero de cada año en la ciudad de Arica.
En la versión del año 2019 se desarrollaron pasacalles barriales el sábado 5 de octubre en los cerros San Roque (población Chilectra), Playa Ancha Alto, Rodelillo y los Placeres; y el domingo 6 de octubre se conmemoraron los 20 años con un pasacalle aniversario en Playa Ancha, el que recorrió a lo largo la Av. Gran Bretaña; además, se celebró un congreso sobre "el Arte del Carnaval en Chile Contemporáneo" el viernes 4 del mismo mes, en dependencias de la Universidad de Playa Ancha.